# Croton sapiiflorus
Croton sapiiflorus är en törelväxtart som beskrevs av Léon Camille Marius Croizat. Croton sapiiflorus ingår i släktet Croton och familjen törelväxter. Inga underarter finns listade i Catalogue of Life.